# Fortezza (teologia)
Secondo la teologia cattolica, la fortezza è uno dei sette doni dello Spirito Santo, che sono definiti come le disposizioni permanenti che rendono docili a seguire le ispirazioni divine . 
Questo dono dello Spirito Santo mira alla crescita del fedele nella virtù della fortezza, cioè alla sua capacità di fare il bene e combattere il male con continuità nonostante la fragilità della sua volontà umana. La fortezza nasce dalla consapevolezza della bontà dell'ideale perseguito, e dell'immenso valore ad esso attribuito.
Durante un discorso nel giorno di Pentecoste del 1989, Giovanni Paolo II definì il dono della fortezza come un impulso soprannaturale, che dà vigore all'anima non solo in momenti drammatici come quello del martirio, ma anche nelle abituali condizioni di difficoltà: nella lotta per rimanere coerenti con i propri principi; nella sopportazione di offese e di attacchi ingiusti; nella perseveranza coraggiosa, pur fra incomprensioni ed ostilità, sulla strada della verità e dell'onestà.
La fortezza è indicata anche come il coraggio, la tenacia e la costanza di perseguire il proprio dovere senza essere guidati dall'istintività o a scendere a compromessi con le pressioni dell'ambiente circostante.
L'assenza di fortezza può portare alla:
- pavidità: l'incapacità di sostenere le proprie idee con azioni appropriate;
- aggressività: prepotenza nei confronti di chi è considerato più debole, dovuto all'insicurezza di sostenere le proprie convinzioni in un confronto aperto, ma invece imponendole con la forza;
- pusillanimità: incapacità di esporre le proprie idee di fronte agli altri;
- opportunismo: il conformarsi alle mode e alle idee dominanti, rinunciando ad averne delle proprie.

## Esempi di fortezza nella Bibbia
Tra i molti esempi di fortezza possiamo ricordare alcuni episodi:
- Davide e Golia: episodio dell'Antico testamento, dove Davide confidando nel Signore accetta di sfidare Golia in combattimento 1 Sam 17.
- Il profeta Geremia: Geremia inizialmente crede di non essere all'altezza del compito a lui affidato, ma dopo che Dio lo ha riassicurato con la sua benedizione inizia la sua predicazione Geremia 1,4-9.
- Gli apostoli: dopo la discesa dello Spirito Santo a Pentecoste cambiano profondamente atteggiamento, dalla paura della persecuzione alla necessità della testimonianza.
- I martiri: tutti coloro che hanno ritenuto più importante e di valore rimanere coerenti con i propri ideali e il proprio credo, che salvare la propria vita.